# Gran Premio Industria Commercio Artigianato Carnaghese 2012
Il Gran Premio Industria Commercio Artigianato Carnaghese 2012, quarantunesima edizione della corsa e valida come evento dell'UCI Europe Tour 2012 categoria 1.1, si svolse il 23 agosto 2012 su un percorso di 199,7 km. Fu vinta dall'italiano Diego Ulissi che terminò la gara in 4h50'00", alla media di 41,31 km/h.
Al traguardo 104 ciclisti portarono a termine il percorso.

## Ordine d'arrivo (Top 10)
| Pos. | Corridore         | Squadra       | Tempo    |
| ---- | ----------------- | ------------- | -------- |
| 1    | Diego Ulissi      | Lampre-ISD    | 4h50'00" |
| 2    | Andrea Palini     | Team Idea     | a 1"     |
| 3    | Daniel Oss        | Liquigas      | s.t.     |
| 4    | Davide Rebellin   | Meridiana     | s.t.     |
| 5    | José Serpa        | Androni Gioc. | s.t.     |
| 6    | Stefano Locatelli | Colnago       | s.t.     |
| 7    | Enrico Barbin     | Colnago       | s.t.     |
| 8    | Luca Mazzanti     | Farnese Vini  | s.t.     |
| 9    | Emanuele Sella    | Androni Gioc. | s.t.     |
| 10   | Gabriele Bosisio  | Utensilnord   | s.t.     |